# Valdemaqueda
Valdemaqueda ist eine zentralspanische Gemeinde (municipio) mit 833 Einwohnern (Stand: 2024) im Westen der Autonomen Gemeinschaft Madrid. 

## Lage
Valdemaqueda liegt im Westen der Gemeinschaft Madrid ca. 62 km westnordwestlich vom Stadtzentrum von Madrid. Der Río Cofio begrenzt die Gemeinde im Nordosten und Südwesten.

## Bevölkerungsentwicklung
| 1930 | 1950 | 1970 | 1981 | 1991 | 2001 | 2011 | 2021 |
| ---- | ---- | ---- | ---- | ---- | ---- | ---- | ---- |
| 323  | 495  | 328  | 390  | 469  | 595  | 861  | 789  |

## Sehenswürdigkeiten
- Laurentiuskirche (Iglesia de San Lorenzo Mártir)
- Kapelle Unser lieben Frau (Ermita de Nuestra Señora de los Remedios)
- Mocha-Brücke (Puente Mocha)
- postmodernes Rathaus

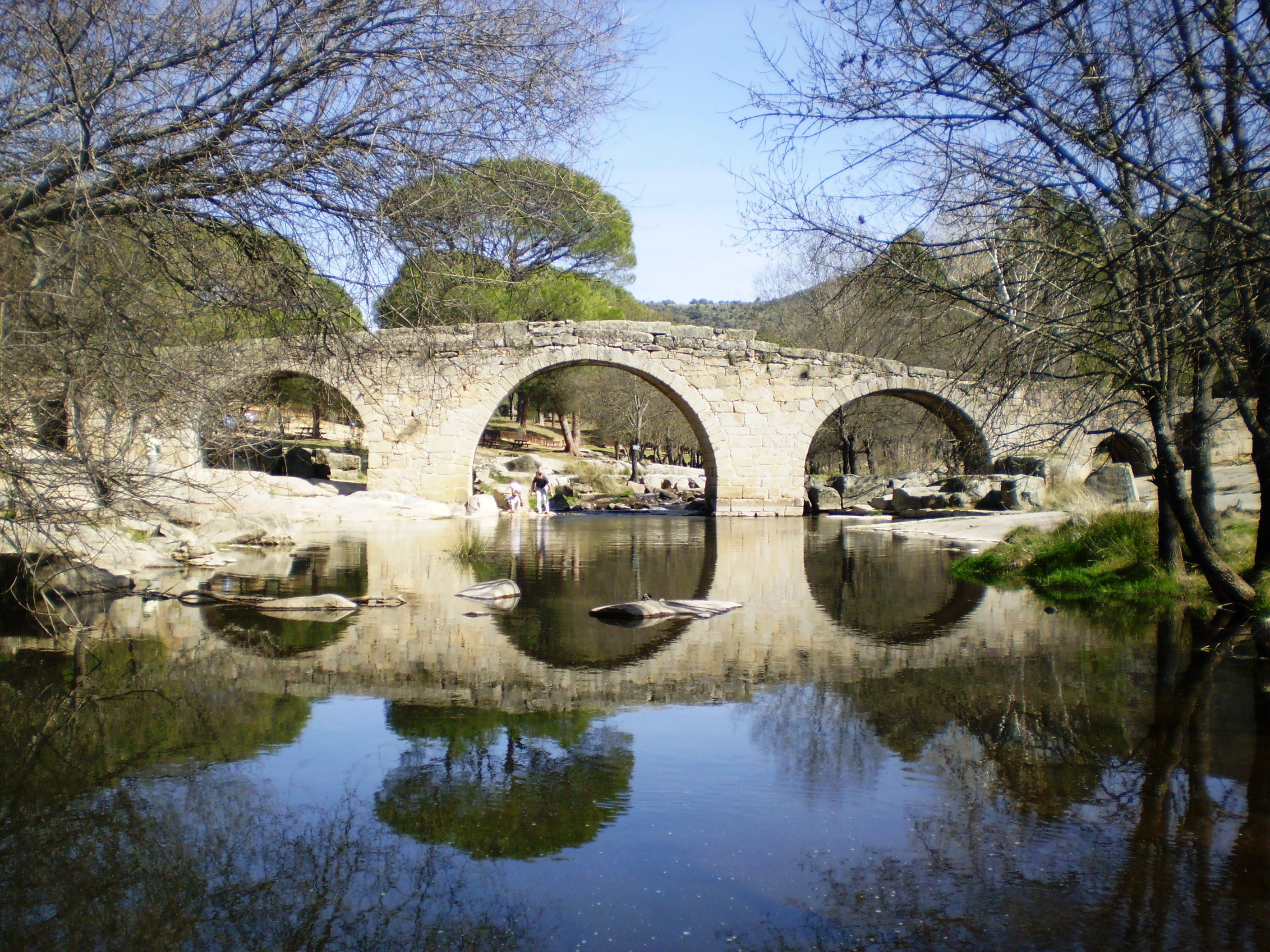
Puente Mocha
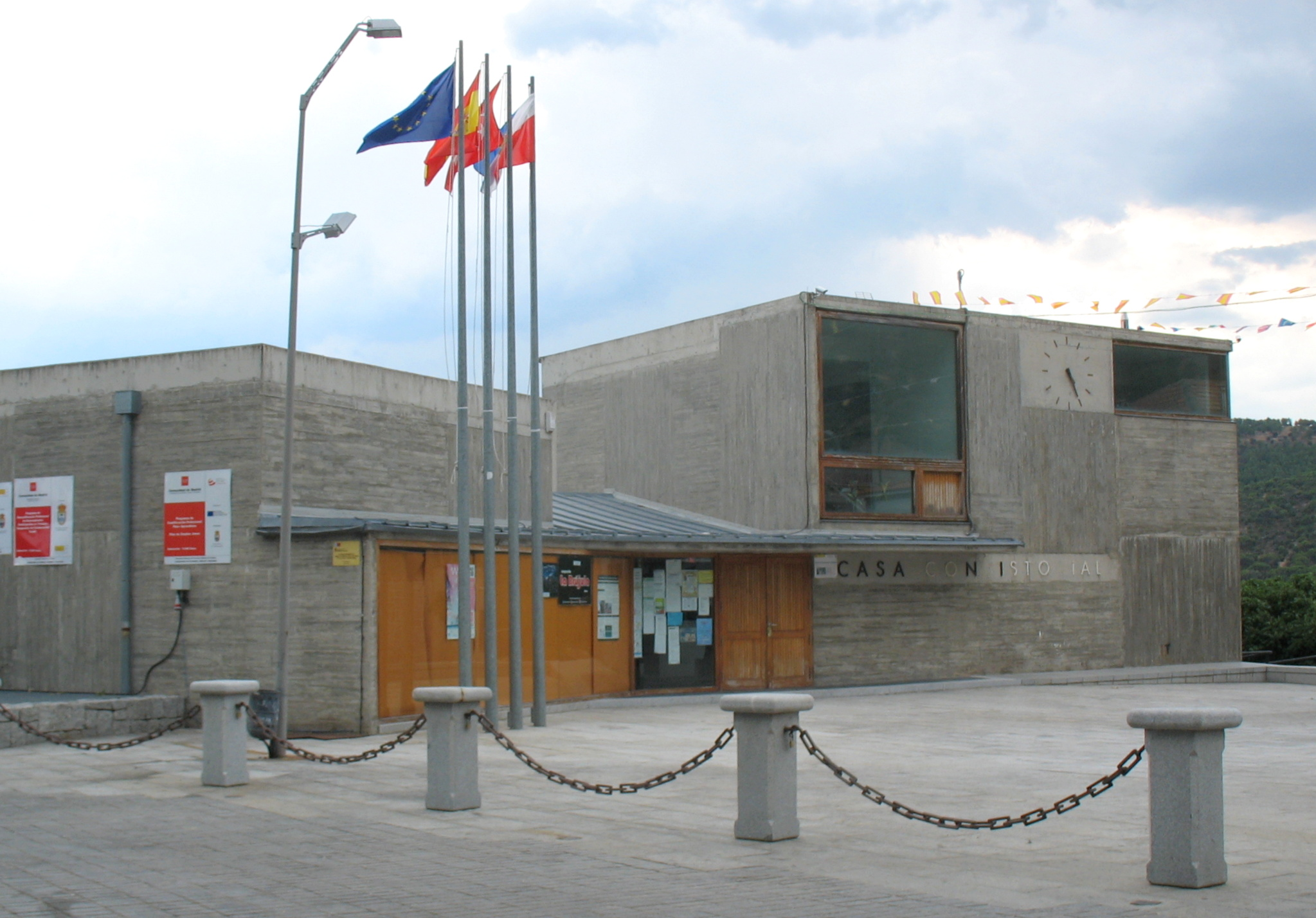
Rathaus
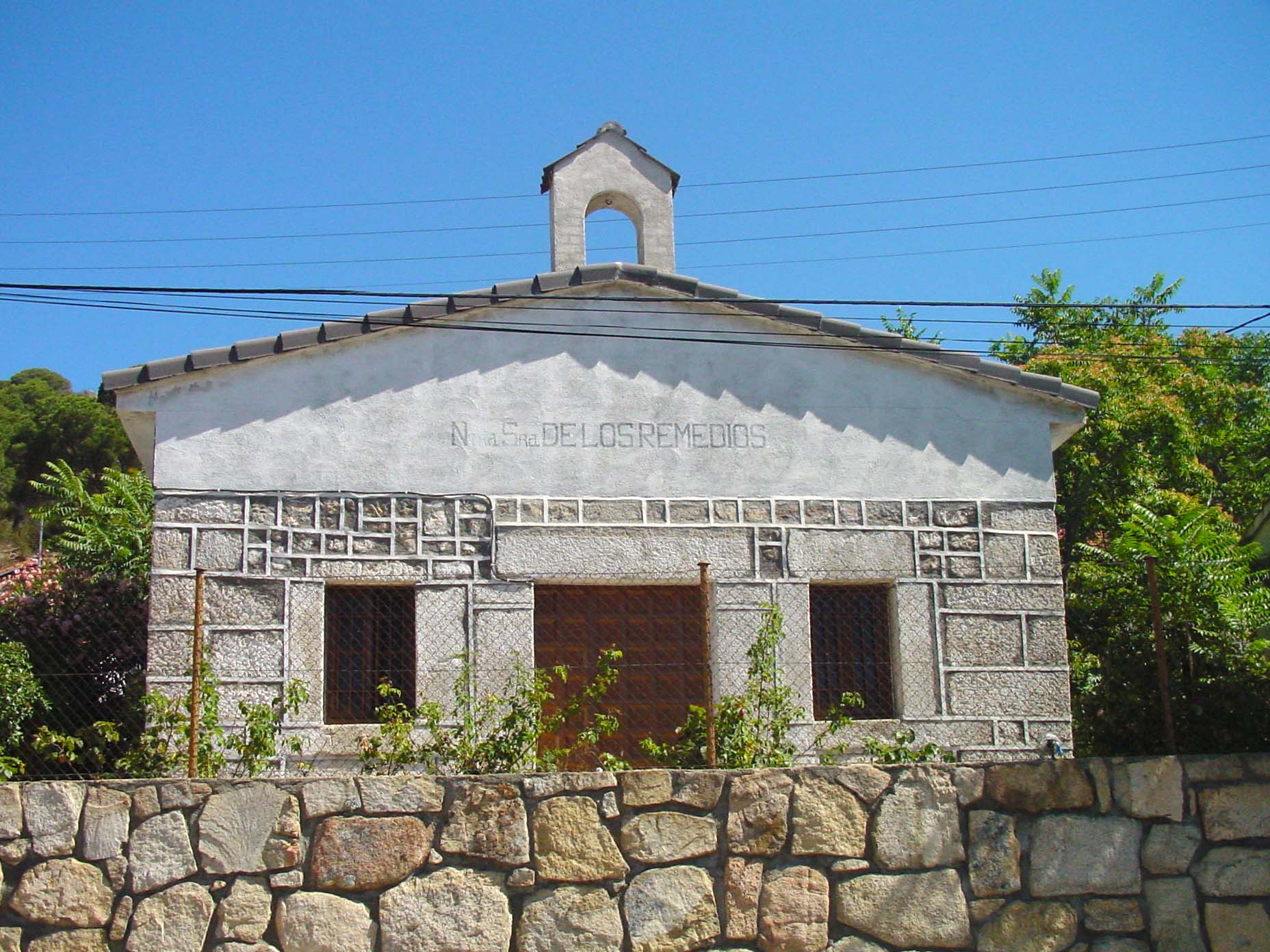
Kapelle Unser Lieben Frau